# Herb guberni tulskiej

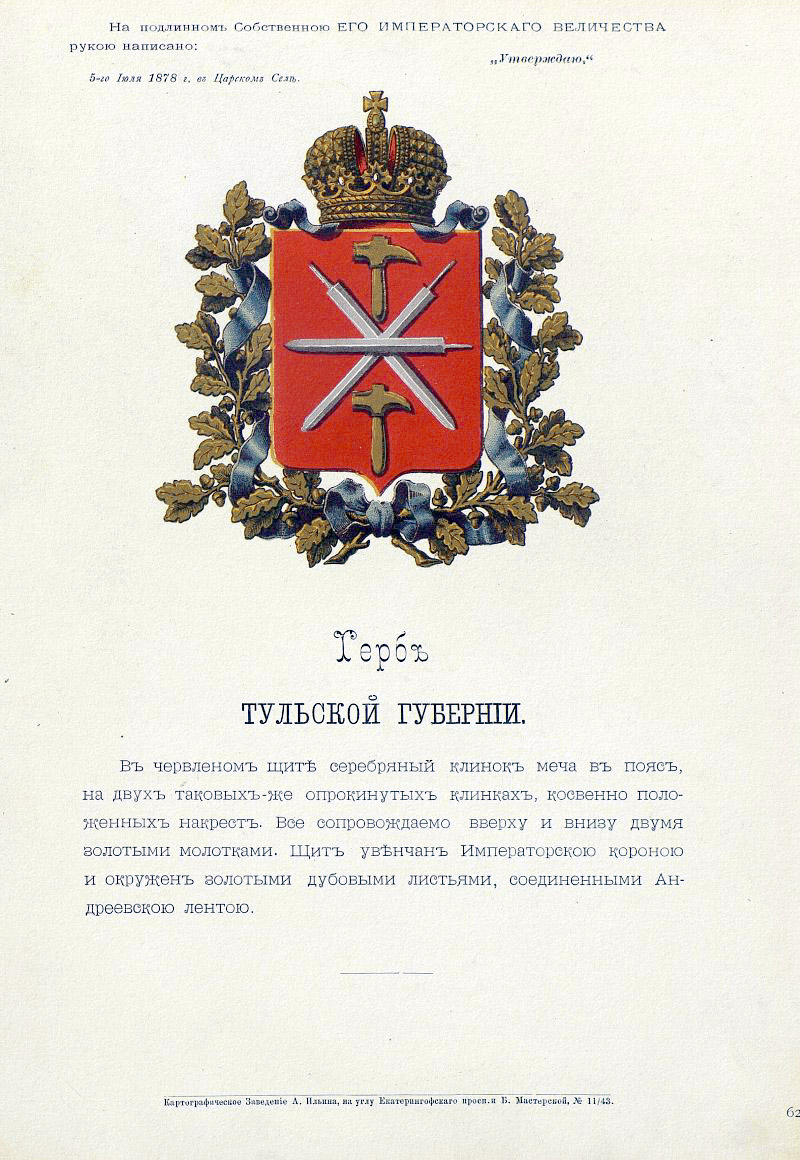
Karta z herbarza A. Benkego z 1880 roku

Herb guberni tulskiej (ros. Герб Тульской губернии) – symbol guberni tulskiej będącej jednostką administracyjną Imperium Rosyjskiego. Jego ostateczny wygląd został zatwierdzony 5 lipca 1878 roku. 

## Blazonowanie
W polu czerwonym głownia miecza srebrna w pas na skrzyżowanych dwóch głowniach takiż w skos i w skos lewy. Powyżej w poniżej pojedyncze młotki złote. Tarcza zwieńczona koroną cesarską i otoczona liśćmi dębowymi, złotymi przewiązanymi wstęgą Świętego Andrzeja .

## Opis
Herb stanowi czerwona tarcza francuska z trzema głowniami, dwoma skrzyżowanymi skośnie sztychami w dół i jedną położoną na wierzchu w pas sztychem zwróconym w prawą (heraldycznie) stronę. Powyżej i poniżej mieczy umieszczone są dwa złote młotki. Tarcza zwieńczona jest koroną cesarską. Herb otoczony jest dwoma złotymi gałązkami dębowymi połączonymi błękitną wstęgą świętego Andrzeja zawiązaną w kokardę  .

## Historia
W 1778 roku został zatwierdzony wzór herbu miasta Tuły przedstawiający na czerwonej tarczy skrzyżowane skośnie dwie srebrne głownie zwrócone sztychami w dół, na których umieszczona była srebrna lufa karabinu. Powyżej i poniżej umieszczone były dwa złote młotki. Herb miał symbolizować pierwszą na terenie Rosji fabrykę broni znajdującą się w mieście. Herb miasta był wykorzystywany również przez władze guberni. W opisie mundurów wojskowych i urzędniczych z 1794 znajduje się opis herbu namiestnictwa: „w czerwonym polu horyzontalnie położona na dwóch srebrnych klingach szpad ułożonych w kształt krzyża świętego Andrzeja czubkami w dół, srebrna lufa z pojedynczymi złotymi młotkami powyżej i poniżej” .
Ostatecznie wygląd herbu jako symbolu guberni został zatwierdzony 5 lica 1878 roku. zamieniono wówczas lufę karabinu na trzecią głownę oraz dostosowano do zasad heraldycznych dotyczącym wyglądu herbów guberni z 1857 roku. Herb ten obowiązywał aż do upadku Imperium Rosyjskiego .
Herb guberni z 1878 roku posłużył jako wzór dla herbu obwodu tulskiego .

## Galeria

Herb Tuły z 1778
Projekt herbu Tuły z 1874
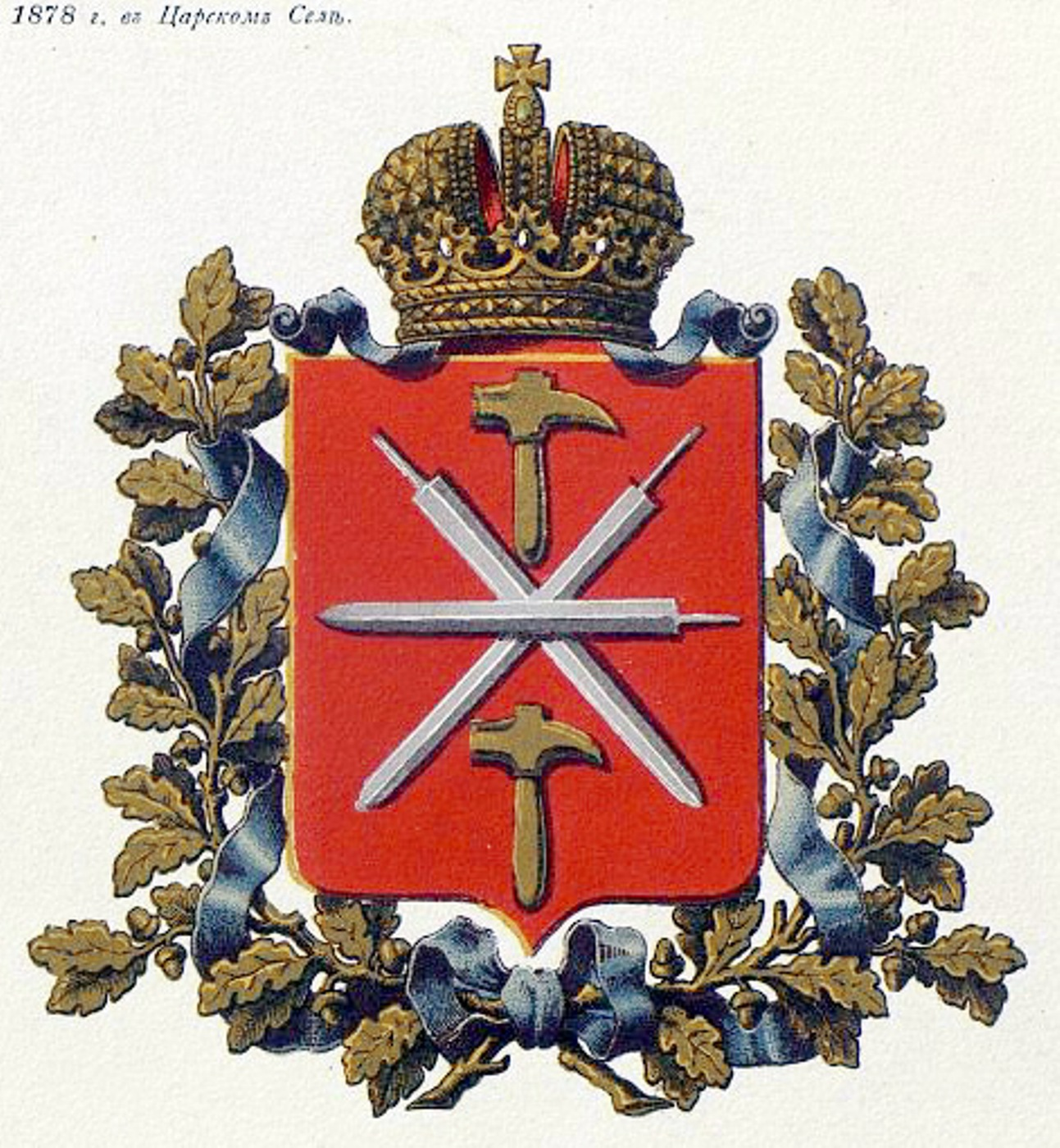
Herb guberni z herbarza A. Benkego z 1880 roku
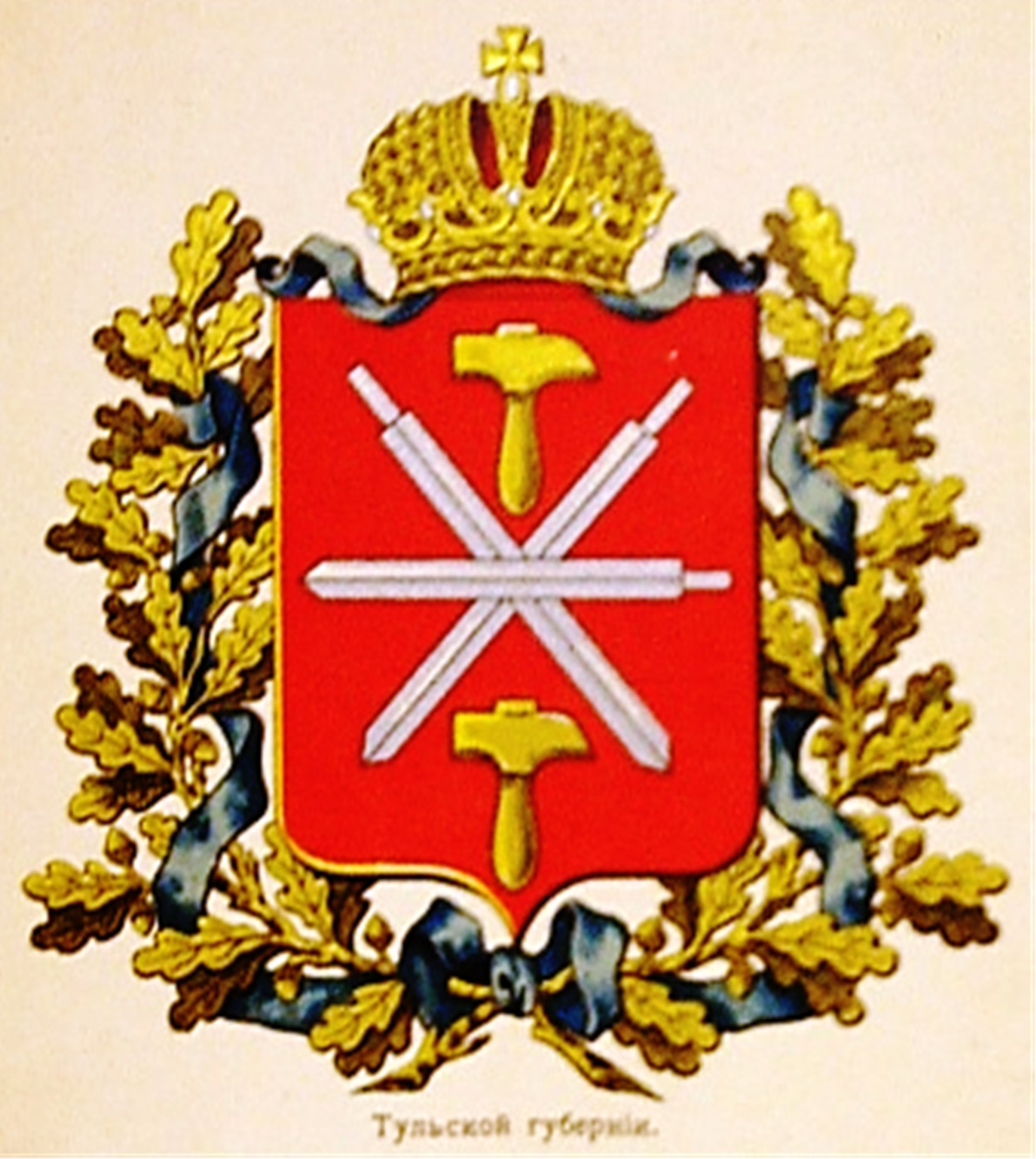
Herb guberni z herbarza W. Sukaczewa z lat 1878-1881
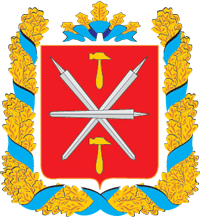
Herb obwodu tulskiego z lat 2001-2002
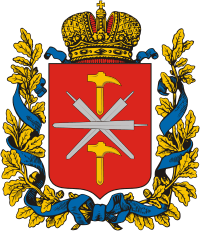
Herb obwodu tulskiego z lat 2002-2005
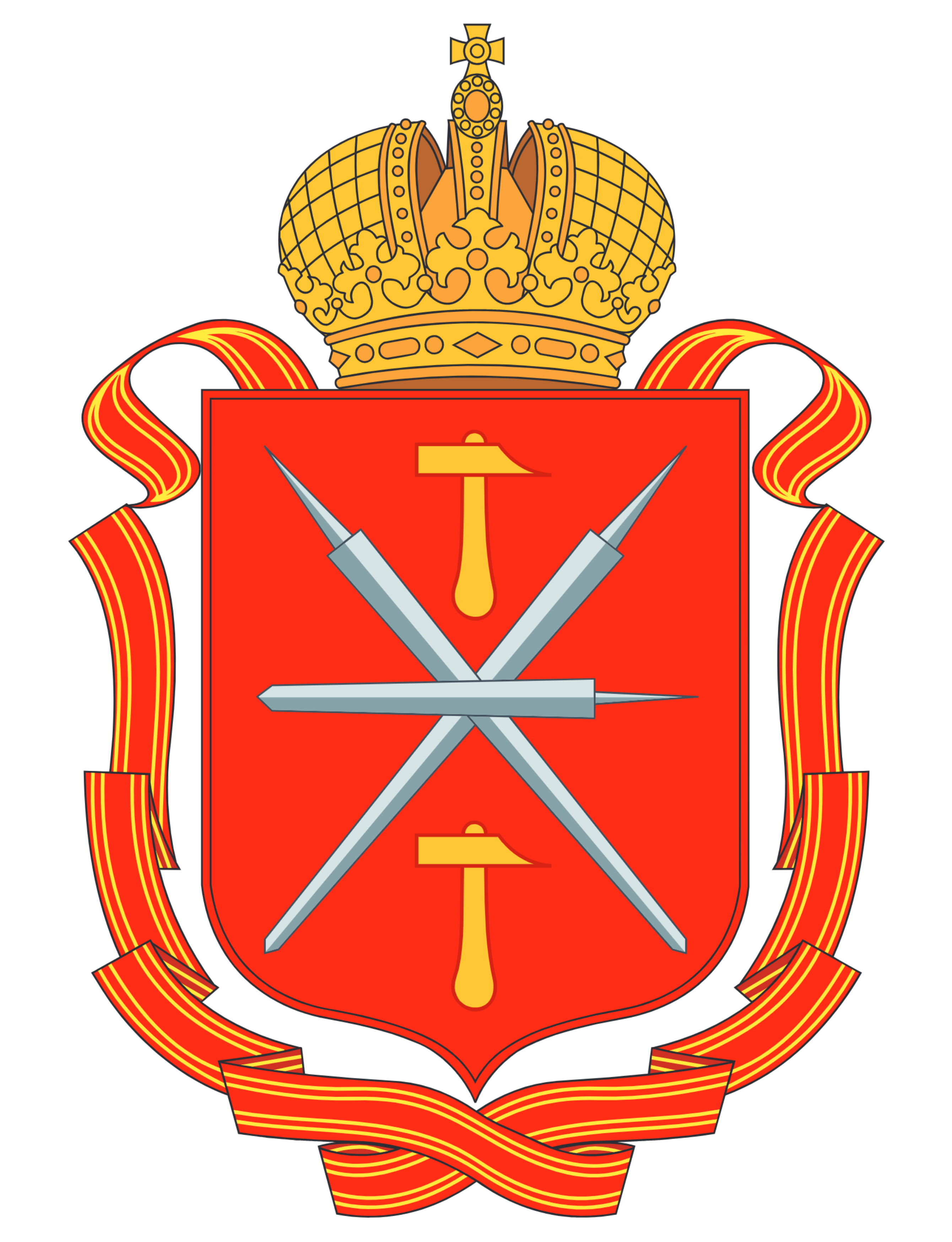
Herb obwodu tulskiego od 2005 roku